# Федеральное агентство по информационным технологиям
Федеральное агентство по информационным технологиям (Росинформтехнологии) — российский федеральный орган исполнительной власти, существовавший в период 2005—2010 годов, находился в ведении Министерства связи и массовых коммуникаций. Осуществлял функции по управлению государственным имуществом и оказанию государственных услуг в сфере информационных технологий, в том числе в части использования информационных технологий для формирования государственных информационных ресурсов и обеспечения доступа к ним. Являлся уполномоченным федеральным органом исполнительной власти в области использования электронной цифровой подписи.
В структуру входило 5 управлений:
- информационных технологий,
- программ и проектов,
- государственных услуг,
- экономики, финансов и государственного имущества.
- административное управление.

Руководитель с момента основания — Владимир Матюхин, уволен премьер-министром Владимиром Путиным в январе 2010 года в связи с достижением предельного возраста для гражданского служащего.
Упразднено 25 августа 2010 года указом Президента России Дмитрия Медведева, функции переданы Министерству связи и массовых коммуникаций Российской Федерации.